# Lily von Essen
Lily von Essen, född Strömberg, född 24 september 1896 i Lund, Sverige, död 21 maj 1990, var en svensk tennisspelare och flerfaldig svensk mästare aktiv på elitnivå från cirka 1915 och hela 1920-talet.
Lily von Essen vann sju svenska mästerskapstitlar i singel 1916–1923, fem av dessa inomhus. Hon vann fem dubbeltitlar 1923–1930, tre av dessa tillsammans med Sigrid Fick. von Essen vann ytterligare fem svenska mästerskapstecken i mixed dubbel 1916–1923, säsongen 1920 tillsammans med Marcus Wallenberg (1899–1982).
Hon deltog i olympiska sommarspelen 1920 i Antwerpen och 1924 i Paris. I Antwerpen nådde hon kvartsfinalen i singel. Hon mötte där fransyskan Suzanne Lenglen som vann med 6–0, 6–0. 
Lily von Essen var etta i Sverige under perioder då 1920-talets främsta svenska kvinnliga tennisspelare, Sigrid Fick, gjorde uppehåll i tävlingsspelandet..